# Bella Heathcote
Bella Heathcote (née Isabella Heathcote) est une actrice australienne, née le 27 mai 1987 à Melbourne.

## Biographie
Bella Heathcote nait le 27 mai 1987 à Melbourne, Australie. Son père, Robert Heathcote est avocat. Elle a deux frères.
Son frère Andrew, meurt le 17 juin 2009, à 32 ans.
Elle a étudié à Korowa Anglican Girls' School.

### Vie privée
Elle a été en couple et fiancée au réalisateur Andrew Dominik.
Elle est mariée depuis 2019 à l'architecte Richard Stampton.

## Carrière
Elle commence sa carrière en 2008 dans le film Acolytes, où elle incarne le personnage de Petra.
L'année suivante, elle obtient un rôle récurrent dans le feuilleton australien Les Voisins.
En 2010, joue dans les films Commandos de l'ombre et Time Out. L'année d'après, elle tourne dans la comédie horrifique du réalisateur Tim Burton : Dark Shadows, où elle donne la réplique à Johnny Depp.
En 2013, elle apparaît tout au long du clip Shot At The Night du groupe américain The Killers. 
En 2016, elle est à l'affiche du film Orgueil et Préjugés et Zombies de Burr Steers mais aussi de The Neon Demon de Nicolas Winding Refn.
En 2017, elle incarne dans My Wonder Women l'une des deux compagnes du professeur Marston, le créateur du personnage de bande dessinée Wonder Woman, aux côtés de Luke Evans et de Rebecca Hall, ainsi que dans Cinquante nuances plus sombres.
En 2020, elle est présente dans le film d'horreur Relic et dans les séries Awkwafina Is Nora from Queens et Bloom.
En 2022, elle est à l'affiche de la série Son vrai visage diffusée sur Netflix avec Toni Collette et Joe Dempsie.

## Filmographie

### Cinéma

#### Longs métrages
- 2008 : Acolytes de Jon Hewitt : Petra
- 2010 : Commandos de l'ombre (Beneath Hill 60) de Jeremy Sims : Marjorie Waddell
- 2011 : Time Out (In Time) de Andrew Niccol : Michelle Weis
- 2012 : Dark Shadows de Tim Burton : Victoria Winters / Josette DuPres[1]
- 2012 : Cogan : Killing Them Softly d'Andrew Dominik : Carol
- 2012 : Not Fade Away de David Chase : Grace Dietz
- 2014 : Les Mots pour lui dire (The Rewrite) de Marc Lawrence : Karen Gabney
- 2015 : The Curse of Downers Grove de Derick Martini : Chrissie Swanson
- 2016 : Orgueil et Préjugés et Zombies (Pride and Prejudices and Zombies) de Burr Steers : Jane Bennet
- 2016 : The Neon Demon de Nicolas Winding Refn : Gigi
- 2017 : Cinquante nuances plus sombres (Fifty Shades Darker) de James Foley : Leila Williams
- 2017 : My Wonder Women (Professor Marston and The Wonder Women) d'Angela Robinson : Olive Byrne
- 2020 : Relic de Natalie Erika James : Sam

#### Courts métrages
- 2010 : Glenn Owen Dodds de Frazer Bailey : Julie
- 2011 : Meth to Madness de Christopher H.F. Mitchell : Jules

### Télévision

#### Séries télévisées
- 2009 : Les Voisins (Neighbours) : Amanda Fowler
- 2016 : Le Maître du Haut Château (The Man in the High Castle) : Nicole Dörmer
- 2018 : Strange Angel : Susan Parsons
- 2020 : Awkwafina Is Nora from Queens : Joey
- 2020 : Bloom : Loris jeune
- 2022 : Son vrai visage (Pieces of Her) : Andrea "Andy" Oliver

### Clip
- 2013 : The Killers : Shot at the Night